# Ла Галана
 Ла Галана (исп. La Galana, Хуана Галан, Juana Galán, 1787, Вальдепеньяс — 1812, Вальдепеньяс) — национальная героиня Испании. Подвиги Ла Галаны и более известной Агустины де Арагон прославлены как олицетворяющие мужество и всенародный характер борьбы испанского народа против французских захватчиков в период Пиренейских войн 1808—1814 годов.
Во время восстания в её родном городке Вальдепеньяс вступила в рукопашную схватку с атакующими французскими конными драгунами. Изображается с дубиной в руке.

### Ранние годы
Родилась не позднее 1787 года в захолустном городке Вальдепеньяс в южной Ла-Манче.
С подросткового возраста служила «девушкой для удовольствий» и прислугой на постоялом дворе с таверной, пользовавшемся репутацией притона и борделя (исп. burdel) низкого пошиба, располагавшемся на большой дороге N-IV-А-4-АP-4 Мадрид — Севилья — Кадис у северного въездав город со стороны Мадрида.
Была известна под кличкой Пута (исп. Puta 'шлюха', букв. 'сучка'). Прошлое Галаны находит косвенное подтверждение в том, что
1. на момент подвига и после, на третьем десятке, гораздо старше тогдашнего брачного возраста, она была незамужем (причём патриотические писатели сбавили его до минимальных 21 года и, одновременно, в описании подвига до «критических» 20 лет);
2. перед боем остальных женщин спрятали в погребах и подвалах; пребывние в одном помещении с Хуаной компрометировало.

В процессе посмертной героизации это прозвище заменили эвфемизмом Галан (исп. Galán 'сексуально привлекательный', букв. 'кавалер'<'галантный'), представив его как фамилию и присвоили наиболее распространённое народное имя Хуана (исп. Juana). Дальнейшая широкая популяризация героини упростила её имя Хуана Галан в почётный мем Ла Галана (исп. La Galána). Постоялый двор с таверной описывается как отель с рестораном и отчий дом для Ла Галаны, якобы дочери-наследницы его хозяина, влиятельного представителя городского среднего класса. Иногда Ла Галану описывают как «барменшу» (но никогда как прислугу) V. Symon. 5 Untrained Civilians Who Took On Armies
Разбитая Хуана с юных лет отличалась недюжинной физической силой, была вышибалой в питейном заведении.